# Ахмедов, Рустам Урманович
Рустам Урманович Ахмедов (узб. Rustam Oʻrmanovich Ahmedov; 10 ноября 1943) — узбекский военный и государственный деятель. Первый Министр обороны Республики Узбекистан (6 сентября 1991 — 29 сентября 1997). Министр по чрезвычайным ситуациям Республики Узбекистан (1997—2000), генерал-полковник.

## Биография
Рустам Ахмедов родился в Багдадском районе Ферганской области Узбекской ССР 10 ноября 1943 года. Обучался в Кокандском техникуме механизации по специальности электрификация и сельское хозяйство. После окончания техникума работал слесарем Ахунбабаевского районного объединения «Узсельхозтехника». Военную службу начал курсантом Ташкентского высшего танкового командного училища, в котором обучался в 1962—1965 годах. В 1965—1969 годах служил в Прибалтийском военном округе командиром танкового взвода и секретарём комитета комсомола артиллерийского полка (с 1966 года). В 1969 году был переведён в Северную группу войск в Польской Народной Республике на административно-политической работе в местном комсомоле.
В 1972 году для дальнейшего прохождения военной службы был направлен в Самаркандское высшее танковое командное училище, преобразованное в 1974 году в автомобильное училище. В 1970-х годах Ахмедов служил в Туркестанском военном округе. В 1985 году окончил Военную бронетанковую академию имени Малиновского. В декабре 1986 года назначен начальником штаба ГО Ташкентской области. В том же году был избран депутатом Ташкентского областного совета.
10 сентября 1991 года указом президента Узбекистана Ислама Каримова Ахмедов был назначен Министром обороны Узбекистана. Его назначение вступило в силу 3 июля 1992 года, после завершения формирование министерства.
По словам близкого соратника полковника Ахмедова В. Пономарева, назначение стало «полной неожиданностью» в связи с его убеждением, что в стране есть «генералы, не менее достойные занять эту должность». Назначение Ахмедова также вызвало скептическое отношение со стороны русскоязычных офицеров узбекской армии из-за отсутствия у него авторитета среди подчинённых.
В январе 1992 года на базе частей МВД республики он приказал сформировать Национальную гвардию Узбекистана, которая подчинялась министру обороны. 29 сентября 1997 года он был уволен с должности в Министерстве обороны и назначен на должность министра по чрезвычайным ситуациям Узбекистана, которую он занимал до выхода на пенсию в 2000 году.

## Личная жизнь
Женат, имеет четверых детей (три дочери и сын). Жена работает врачом. В 2015 году сообщалось, что Ахмедова поместили в реанимацию.

## Награды
В 2018 году президент Шавкат Мирзиёев наградил его орденом «Дустлик» на церемонии, состоявшейся в Государственном музее Вооружённых Сил, организованной Абдусаломом Азизовым. На церемонии также присутствовали его бывшие коллеги из стран СНГ.